# Xiangelilacris
Xiangelilacris is een geslacht van rechtvleugeligen uit de familie veldsprinkhanen (Acrididae). De wetenschappelijke naam van dit geslacht is voor het eerst geldig gepubliceerd in 2008 door Zheng, Huang & Zhou.

## Soorten
Het geslacht Xiangelilacris  is monotypisch en omvat slechts de volgende soort:
- Xiangelilacris zhongdianensis (Zheng, Huang & Zhou, 2008)